# Андрусіїв
Андру́сіїв — село в Україні, у Гощанській селищній громаді Рівненського району Рівненської області. Населення становить 351 осіб.

## Географія
Селом протікає річка Безіменна, ліва притока Ставів.

## Історія
В документах згадується також під назвами Андрусів, Андрусієве. 1577 р. село було власністю Романа Гойського, який платив від 20 домів, 13 городників, а в 1588-го від 10 домів, 4 городників і 2 комірників.
1705 року фігурує під назвою Андрусьова. У часи Російської імперії належало до Межиріцької волості Рівенського повіту. 1885 року було засновано школу.
В кінці XIX ст. у селі було 29 домів, 453 жителів, народна школа, водяний млин, вітряк.
У 1906 році село Межиріцької волості Рівненського повіту Волинської губернії. Відстань від повітового міста 40 верст, від волості 4. Дворів 73, мешканців 461.
12 червня 2020 року, відповідно до розпорядження Кабінету Міністрів України № 722-р від «Про визначення адміністративних центрів та затвердження територій територіальних громад Рівненської області», увійшло до складу Гощанської селищної громади.
19 липня 2020 року, в результаті адміністративно-територіальної реформи та ліквідації Гощанського району, село увійшло до складу Рівненського району.

## Населення

### Мова
Розподіл населення за рідною мовою за даними перепису 2001 року:
| Мова       | Кількість | Відсоток |
| ---------- | --------- | -------- |
| українська | 350       | 99.72%   |
| білоруська | 1         | 0.28%    |
| Усього     | 351       | 100%     |

## Пам'ятки

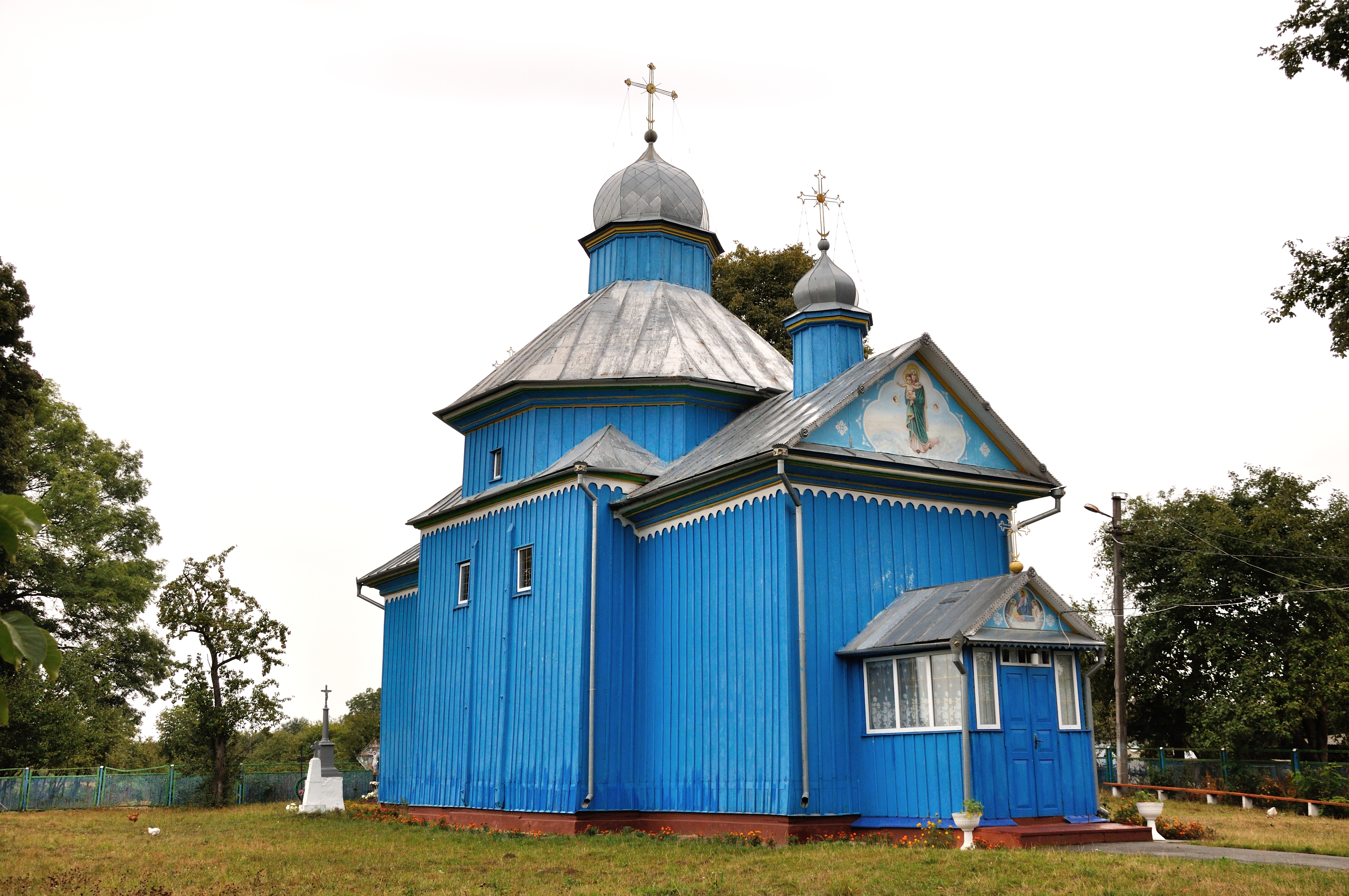
Успенська церква (дер.), с. Андрусів,.jpg

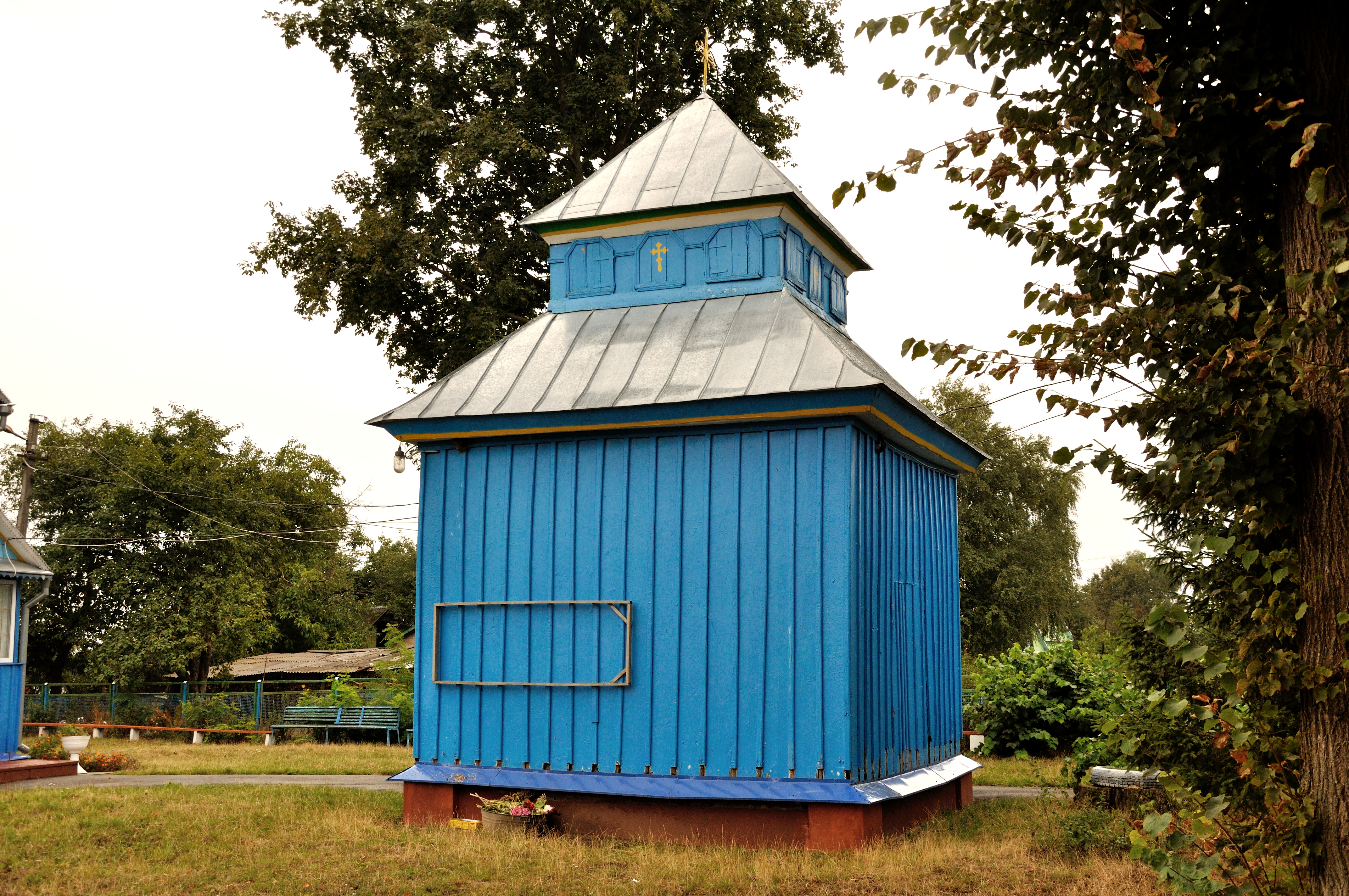
Дзвіниця Успенської церкви (дер.), с. Андрусів,.jpg

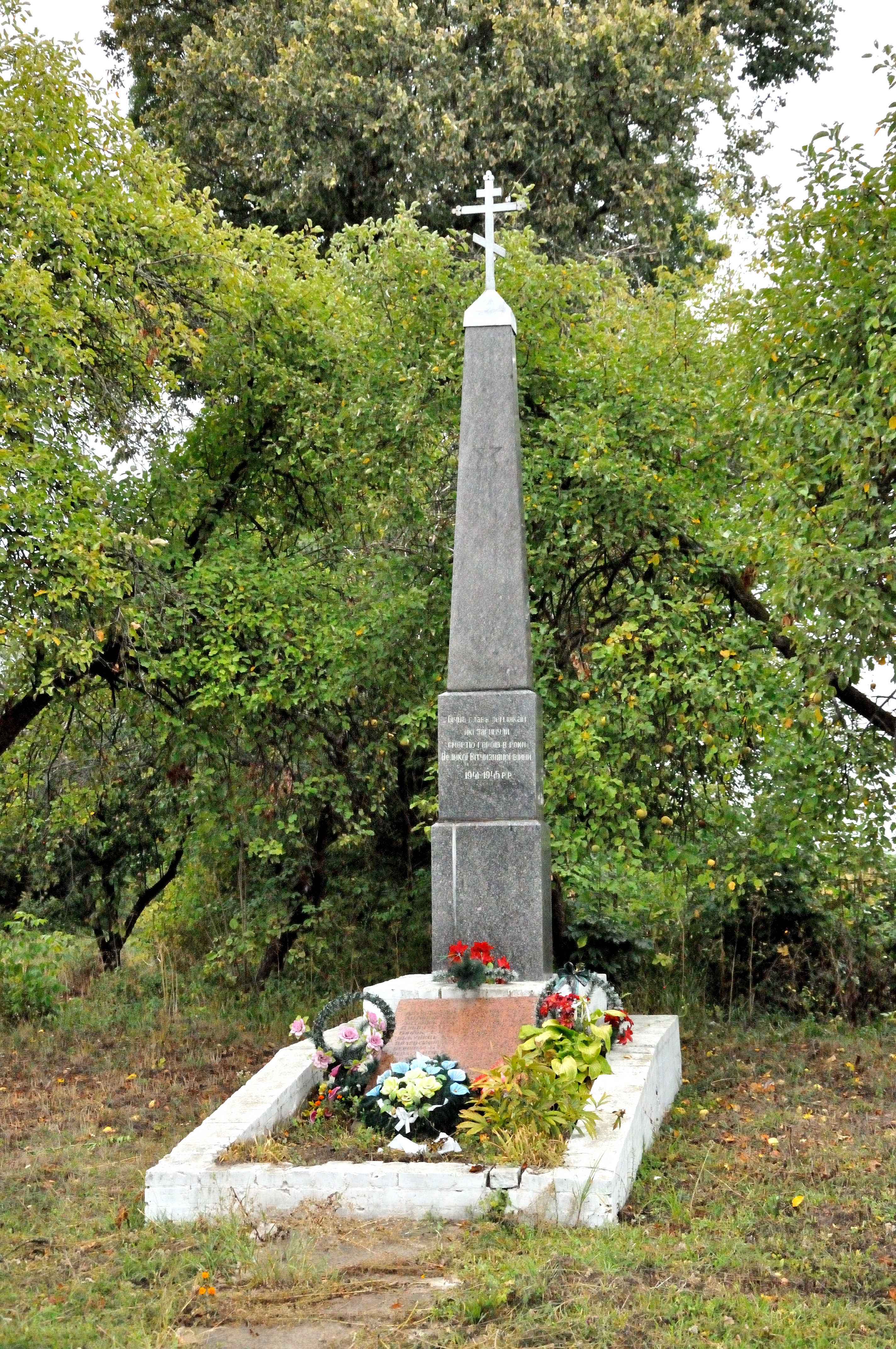
Пам'ятник воїнам-односельчанам, с. Андрусіїв, 1.jpg

У селі — дерев'яна церква з 1725 р. Успення Пресвятої Богородиці, споруджена на місці старої.